# Scissurella marshalli
Scissurella marshalli là một loài ốc biển, là động vật thân mềm chân bụng sống ở biển thuộc họ Scissurellidae.